# Mesathemistus aberrans
Mesathemistus aberrans là một loài bọ cánh cứng trong họ Cerambycidae.